# Campionati mondiali di pattinaggio di figura 2013
I Campionati mondiali di pattinaggio di figura 2013 si sono svolti dal 13 al 17 marzo 2013 al Budweiser Gardens di London (Canada).

## Scelta della città ospitante
La International Skating Union assegnò la competizione a London nel giugno 2010. Il Canada ha ospitato la rassegna iridata l'ultima volta nel 2006.

## Qualificazioni
L'evento è aperto agli atleti di nazioni consociate all'ISU che abbiano raggiunto l'età di 15 anni il 1º luglio 2012. L'evento ha assegnato i posti a disposizione per le varie nazioni ai mondiali 2014 e ai Giochi olimpici invernali 2014.
Questi sono i posti a disposizione delle varie nazioni:
| Posti | Uomini                                  | Donne                    | Coppia                                      | Danza                     |
| ----- | --------------------------------------- | ------------------------ | ------------------------------------------- | ------------------------- |
| 3     | Canada Francia Giappone                 | Italia Giappone Russia   | Cina Russia                                 | Canada Russia Stati Uniti |
| 2     | Rep. Ceca Kazakistan Stati Uniti Italia | Cina Georgia Stati Uniti | Canada Germania Italia Giappone Stati Uniti | Francia Italia            |

## Programma
| Giorno             | Ora (UTC-5) | Evento                   |
| ------------------ | ----------- | ------------------------ |
| Mercoledì 13 marzo | 11:00       | Coppie: programma corto  |
| Mercoledì 13 marzo | 15:45       | Uomini: programma corto  |
| Giovedì 14 marzo   | 10:30       | Donne: programma corto   |
| Giovedì 14 marzo   | 17:15       | Danza: programma corto   |
| Venerdì 15 marzo   | 11:45       | Coppie: programma libero |
| Venerdì 15 marzo   | 17:45       | Uomini: programma libero |
| Sabato 16 marzo    | 14:30       | Danza: programma libero  |
| Sabato 16 marzo    | 19:00       | Donne: programma libero  |
| Domenica 17 marzo  | 14:00       | Galà di esibizione       |

## Medagliere
| Pos.   | Paese         | Oro | Argento | Bronzo | Totale |
| ------ | ------------- | --- | ------- | ------ | ------ |
| 1      | Canada        | 1   | 1       | 1      | 3      |
| 2      | Russia        | 1   | 0       | 1      | 2      |
| 3      | Corea del Sud | 1   | 0       | 0      | 1      |
| 3      | Stati Uniti   | 1   | 0       | 0      | 1      |
| 5      | Germania      | 0   | 1       | 0      | 1      |
| 5      | Italia        | 0   | 1       | 0      | 1      |
| 5      | Kazakistan    | 0   | 1       | 0      | 1      |
| 8      | Giappone      | 0   | 0       | 1      | 1      |
| 8      | Spagna        | 0   | 0       | 1      | 1      |
| Totale | Totale        | 4   | 4       | 4      | 12     |

## Risultati

### Singolo maschile
| Pos.                              | Nome                     | Nazione       | Totale | PC    | PL     |
| --------------------------------- | ------------------------ | ------------- | ------ | ----- | ------ |
| 1                                 | Patrick Chan             | Canada        | 267,78 | 98,37 | 169,41 |
| 2                                 | Denïs Ten                | Kazakistan    | 266,48 | 91,56 | 174,92 |
| 3                                 | Javier Fernández         | Spagna        | 249,06 | 80,76 | 168,30 |
| 4                                 | Yuzuru Hanyū             | Giappone      | 244,99 | 75,94 | 169,05 |
| 5                                 | Kevin Reynolds           | Canada        | 239,98 | 85,16 | 154,82 |
| 6                                 | Daisuke Takahashi        | Giappone      | 239,03 | 84,67 | 154,36 |
| 7                                 | Max Aaron                | Stati Uniti   | 238,36 | 78,20 | 160,16 |
| 8                                 | Takahito Mura            | Giappone      | 234,18 | 73,46 | 160,72 |
| 9                                 | Brian Joubert            | Francia       | 232,26 | 84,17 | 148,09 |
| 10                                | Michal Březina           | Rep. Ceca     | 229,00 | 83,09 | 145,91 |
| 11                                | Peter Liebers            | Germania      | 216,84 | 71,20 | 145,64 |
| 12                                | Florent Amodio           | Francia       | 216,83 | 75,73 | 141,10 |
| 13                                | Andrei Rogozine          | Canada        | 216,60 | 67,35 | 149,25 |
| 14                                | Ross Miner               | Stati Uniti   | 211,90 | 70,24 | 141,66 |
| 15                                | Song Nan                 | Cina          | 207,68 | 73,03 | 134,65 |
| 16                                | Misha Ge                 | Uzbekistan    | 207,50 | 68,45 | 139,05 |
| 17                                | Maksim Kovtun            | Russia        | 207,40 | 65,85 | 141,55 |
| 18                                | Alexander Majorov        | Svezia        | 204,29 | 68,32 | 135,97 |
| 19                                | Jorik Hendrickx          | Belgio        | 192,19 | 62,04 | 130,15 |
| 20                                | Viktor Pfeifer           | Austria       | 189,44 | 64,10 | 125,34 |
| 21                                | Tomáš Verner             | Rep. Ceca     | 180,50 | 68,05 | 112,45 |
| 22                                | Viktor Romanenkov        | Estonia       | 177,09 | 65,33 | 111,76 |
| 23                                | Jakiv Godoroža           | Ucraina       | 174,98 | 61,88 | 113,10 |
| 24                                | Justus Strid             | Danimarca     | 165,23 | 63,25 | 101,98 |
| Eliminati dopo il programma corto |                          |               |        |       |        |
| 25                                | Maciej Cieplucha         | Polonia       |        | 60,96 |        |
| 26                                | Kim Jin-Seo              | Corea del Sud |        | 60,75 |        |
| 27                                | Paolo Bacchini           | Italia        |        | 60,31 |        |
| 28                                | Abzal Raqymghalīev       | Kazakistan    |        | 59,14 |        |
| 29                                | Zoltán Kelemen           | Romania       |        | 58,24 |        |
| 30                                | Ronald Lam               | Hong Kong     |        | 57,94 |        |
| 31                                | Oleksij Byčenko          | Israele       |        | 57,53 |        |
| 32                                | Kim Lucine               | Monaco        |        | 57,35 |        |
| 33                                | Paul Bonifacio Parkinson | Italia        |        | 51,54 |        |
| 34                                | Christopher Caluza       | Filippine     |        | 49,15 |        |
| Rit.                              | Pavel Ignatenko          | Bielorussia   |        |       |        |

### Singolo femminile
| Pos.                              | Nome                  | Nazione       | Totale | PC    | PL     |
| --------------------------------- | --------------------- | ------------- | ------ | ----- | ------ |
| 1                                 | Kim Yu-Na             | Corea del Sud | 218,31 | 69,97 | 148,34 |
| 2                                 | Carolina Kostner      | Italia        | 197,89 | 66,86 | 131,03 |
| 3                                 | Mao Asada             | Giappone      | 196,47 | 62,10 | 134,37 |
| 4                                 | Kanako Murakami       | Giappone      | 189,73 | 66,64 | 123,09 |
| 5                                 | Ashley Wagner         | Stati Uniti   | 187,34 | 63,98 | 123,36 |
| 6                                 | Gracie Gold           | Stati Uniti   | 184,25 | 58,85 | 125,40 |
| 7                                 | Li Zijun              | Cina          | 183,85 | 56,31 | 127,54 |
| 8                                 | Kaetlyn Osmond        | Canada        | 176,82 | 64,73 | 112,09 |
| 9                                 | Adelina Sotnikova     | Russia        | 175,98 | 59,62 | 116,36 |
| 10                                | Elizaveta Tuktamyševa | Russia        | 174,24 | 54,72 | 119,52 |
| 11                                | Maé Bérénice Méité    | Francia       | 165,03 | 56,90 | 108,13 |
| 12                                | Akiko Suzuki          | Giappone      | 164,59 | 61,17 | 103,42 |
| 13                                | Alëna Leonova         | Russia        | 159,06 | 56,30 | 102,76 |
| 14                                | Viktoria Helgesson    | Svezia        | 158,80 | 58,36 | 100,44 |
| 15                                | Natalija Popova       | Ucraina       | 155,52 | 51,67 | 103,85 |
| 16                                | Jelena Glebova        | Estonia       | 152,49 | 54,59 | 97,90  |
| 17                                | Monika Simančíková    | Slovacchia    | 149,02 | 51,18 | 97,84  |
| 18                                | Valentina Marchei     | Italia        | 147,23 | 50,41 | 96,82  |
| 19                                | Nathalie Weinzierl    | Germania      | 142,48 | 48,14 | 94,34  |
| 20                                | Jenna McCorkell       | Gran Bretagna | 142,27 | 51,23 | 91,04  |
| 21                                | Brooklee Han          | Australia     | 141,88 | 50,62 | 91,26  |
| 22                                | Sonia Lafuente        | Spagna        | 139,66 | 52,44 | 87,22  |
| 23                                | Zhang Kexin           | Cina          | 137,41 | 48,80 | 88,61  |
| 24                                | Kerstin Frank         | Austria       | 127,98 | 49,66 | 78,32  |
| Eliminate dopo il programma corto |                       |               |        |       |        |
| 25                                | Isadora Williams      | Brasile       |        | 46,63 |        |
| 26                                | Anita Madsen          | Danimarca     |        | 46,16 |        |
| 27                                | Carol Bressanutti     | Italia        |        | 44,51 |        |
| 28                                | Kaat Van Daele        | Belgio        |        | 42,51 |        |
| 29                                | Elene Gedevanishvili  | Georgia       |        | 42,40 |        |
| 30                                | Tina Stürzinger       | Svizzera      |        | 42,36 |        |
| 31                                | Juulia Turkkila       | Finlandia     |        | 40,70 |        |
| 32                                | Anne Line Gjersem     | Norvegia      |        | 38,53 |        |
| 33                                | Inga Janulevičiūtė    | Lituania      |        | 36,79 |        |
| 34                                | Patricia Gleščič      | Slovenia      |        | 36,66 |        |
| 35                                | Alīna Fjodorova       | Lettonia      |        | 36,44 |        |

### Coppie
| Pos.                              | Nome                                    | Nazione       | Totale | PC    | PL     |
| --------------------------------- | --------------------------------------- | ------------- | ------ | ----- | ------ |
| 1                                 | Tat'jana Volosožar / Maksim Tran'kov    | Russia        | 225,71 | 75,84 | 149,87 |
| 2                                 | Aliona Savchenko / Robin Szolkowy       | Germania      | 205,56 | 73,47 | 132,09 |
| 3                                 | Meagan Duhamel / Eric Radford           | Canada        | 204,56 | 73,61 | 130,95 |
| 4                                 | Kirsten Moore-Towers / Dylan Moscovitch | Canada        | 199,50 | 69,25 | 130,25 |
| 5                                 | Pang Qing / Tong Jian                   | Cina          | 194,64 | 63,95 | 130,69 |
| 6                                 | Juko Kavaguti / Aleksandr Smirnov       | Russia        | 191,59 | 69,98 | 121,61 |
| 7                                 | Vera Bazarova / Jurij Larionov          | Russia        | 184,72 | 61,91 | 122,81 |
| 8                                 | Vanessa James / Morgan Ciprès           | Francia       | 180,17 | 60,98 | 119,19 |
| 9                                 | Alexa Scimeca / Chris Knierim           | Stati Uniti   | 173,51 | 55,73 | 117,78 |
| 10                                | Stefania Berton / Ondřej Hotárek        | Italia        | 171,77 | 59,07 | 112,70 |
| 11                                | Peng Cheng / Zhang Hao                  | Cina          | 167,18 | 58,52 | 108,66 |
| 12                                | Sui Wenjing / Han Cong                  | Cina          | 165,89 | 57,65 | 108,24 |
| 13                                | Marissa Castelli / Simon Shnapir        | Stati Uniti   | 164,00 | 55,68 | 108,32 |
| 14                                | Nicole Della Monica / Matteo Guarise    | Italia        | 136,03 | 47,82 | 88,21  |
| 15                                | Stacey Kemp / David King                | Gran Bretagna | 133,56 | 48,60 | 84,96  |
| 16                                | Mari Vartmann / Aaron Van Cleave        | Germania      | 133,12 | 47,36 | 85,76  |
| Eliminati dopo il programma corto |                                         |               |        |       |        |
| 17                                | Elizaveta Makarova / Leri Kenčadze      | Bulgaria      |        | 36,48 |        |
| 18                                | Magdalena Klatka / Radosław Chruściński | Polonia       |        | 35,44 |        |

### Danza su ghiaccio
| 1                                 | Meryl Davis / Charlie White           | Stati Uniti   | 189,56 | 77,12 | 112,44 |
| 2                                 | Tessa Virtue / Scott Moir             | Canada        | 185,04 | 73,87 | 111,17 |
| 3                                 | Ekaterina Bobrova / Dmitrij Solov'ëv  | Russia        | 169,19 | 70,05 | 99,14  |
| 4                                 | Anna Cappellini / Luca Lanotte        | Italia        | 168,04 | 67,93 | 100,11 |
| 5                                 | Kaitlyn Weaver / Andrew Poje          | Canada        | 166,20 | 67,54 | 98,66  |
| 6                                 | Nathalie Péchalat / Fabian Bourzat    | Francia       | 165,60 | 69,65 | 95,95  |
| 7                                 | Madison Chock / Evan Bates            | Stati Uniti   | 163,93 | 66,74 | 97,19  |
| 8                                 | Maia Shibutani / Alex Shibutani       | Stati Uniti   | 157,71 | 66,14 | 91,57  |
| 9                                 | Elena Il'inych / Nikita Kacalapov     | Russia        | 157,52 | 66,07 | 91,45  |
| 10                                | Nelli Žiganšina / Alexander Gazsi     | Germania      | 154,27 | 60,59 | 93,68  |
| 11                                | Ekaterina Rjazanova / Il'ja Tkačenko  | Russia        | 149,78 | 59,52 | 90,26  |
| 12                                | Pernelle Carron / Lloyd Jones         | Francia       | 145,98 | 60,58 | 85,40  |
| 13                                | Penny Coomes / Nicholas Buckland      | Gran Bretagna | 145,71 | 63,66 | 82,05  |
| 14                                | Siobhan Heekin-Canedy / Dmytro Dun'   | Ucraina       | 141,88 | 59,20 | 82,68  |
| 15                                | Isabella Tobias / Deividas Stagniūnas | Lituania      | 141,64 | 57,39 | 84,25  |
| 16                                | Julija Zlobina / Aleksej Sitnikov     | Azerbaigian   | 141,44 | 57,80 | 83,64  |
| 17                                | Charlène Guignard / Marco Fabbri      | Italia        | 140,95 | 57,89 | 83,06  |
| 18                                | Piper Gilles / Paul Poirier           | Canada        | 140,02 | 58,61 | 81,41  |
| 19                                | Sara Hurtado / Adrià Díaz             | Spagna        | 131,28 | 53,12 | 78,16  |
| 20                                | Cathy Reed / Chris Reed               | Giappone      | 129,94 | 53,95 | 75,99  |
| Eliminati dopo il programma corto |                                       |               |        |       |        |
| 21                                | Lucie Myslivečková / Neil Brown       | Rep. Ceca     |        | 51,82 |        |
| 22                                | Olesia Karmi / Max Lindholm           | Finlandia     |        | 48,06 |        |
| 23                                | Allison Reed / Vasilij Rogov          | Israele       |        | 46,63 |        |
| 24                                | Zsuzsanna Nagy / Máté Fejes           | Ungheria      |        | 45,60 |        |
| 25                                | Irina Štork / Taavi Rand              | Estonia       |        | 45,29 |        |
| 26                                | Federica Testa / Lukáš Csölley        | Slovacchia    |        | 44,73 |        |
| 27                                | Justyna Plutowska / Peter Gerber      | Polonia       |        | 44,00 |        |
| 28                                | Alisa Agafonova / Alper Uçar          | Turchia       |        | 43,98 |        |
| 29                                | Viktoryja Kavalëva / Jury Bjaljaeŭ    | Bielorussia   |        | 32,50 |        |